# Giovan Maria Salati
Giovan Maria Salati (Malesco, 26 marzo 1796 – Parigi, 1879) è stato un militare italiano, noto per essere stato la prima persona ad attraversare a nuoto il canale della Manica.

## Biografia

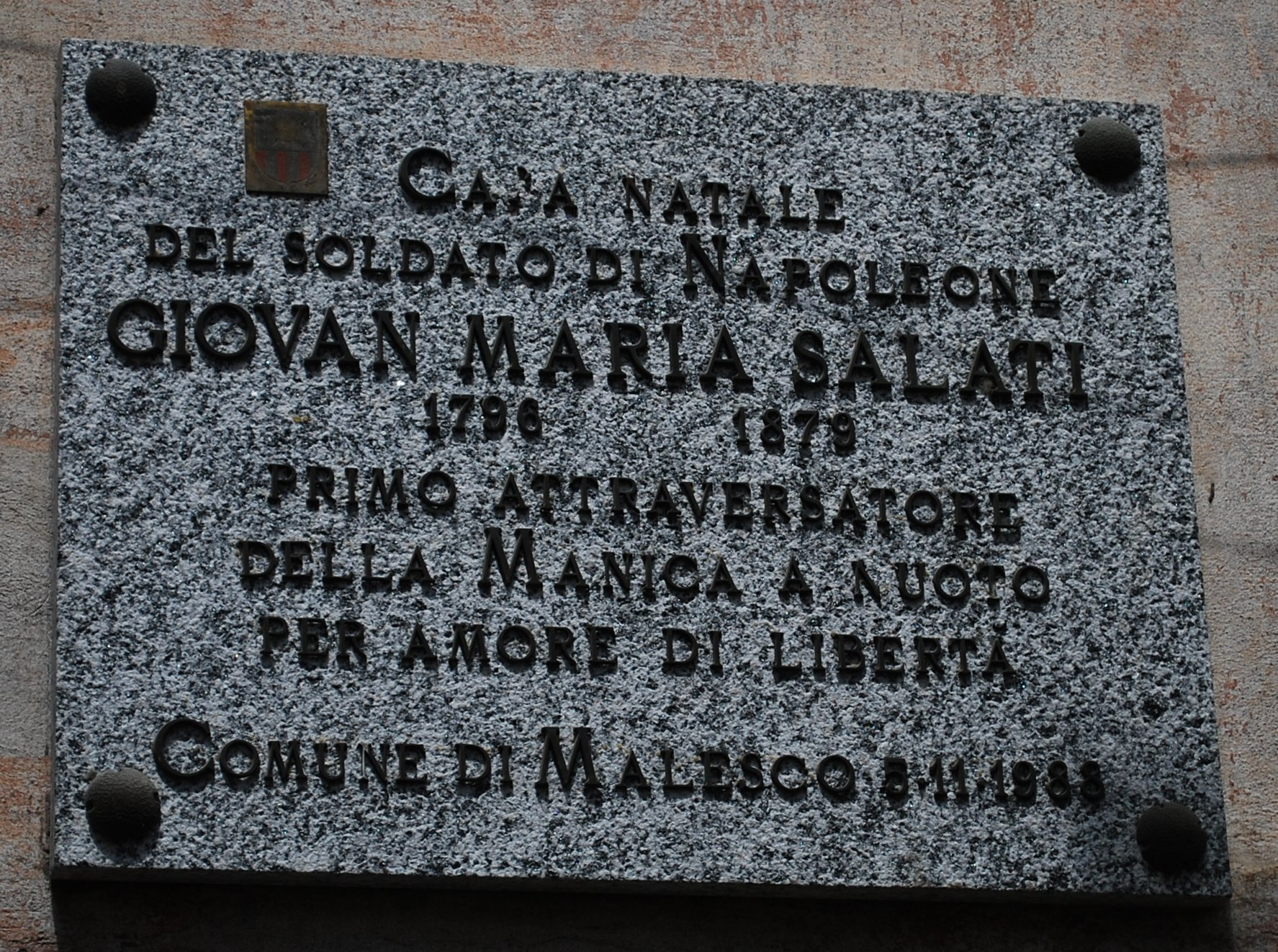
Targa affissa sulla casa natale di Giovan Maria Salati a Malesco

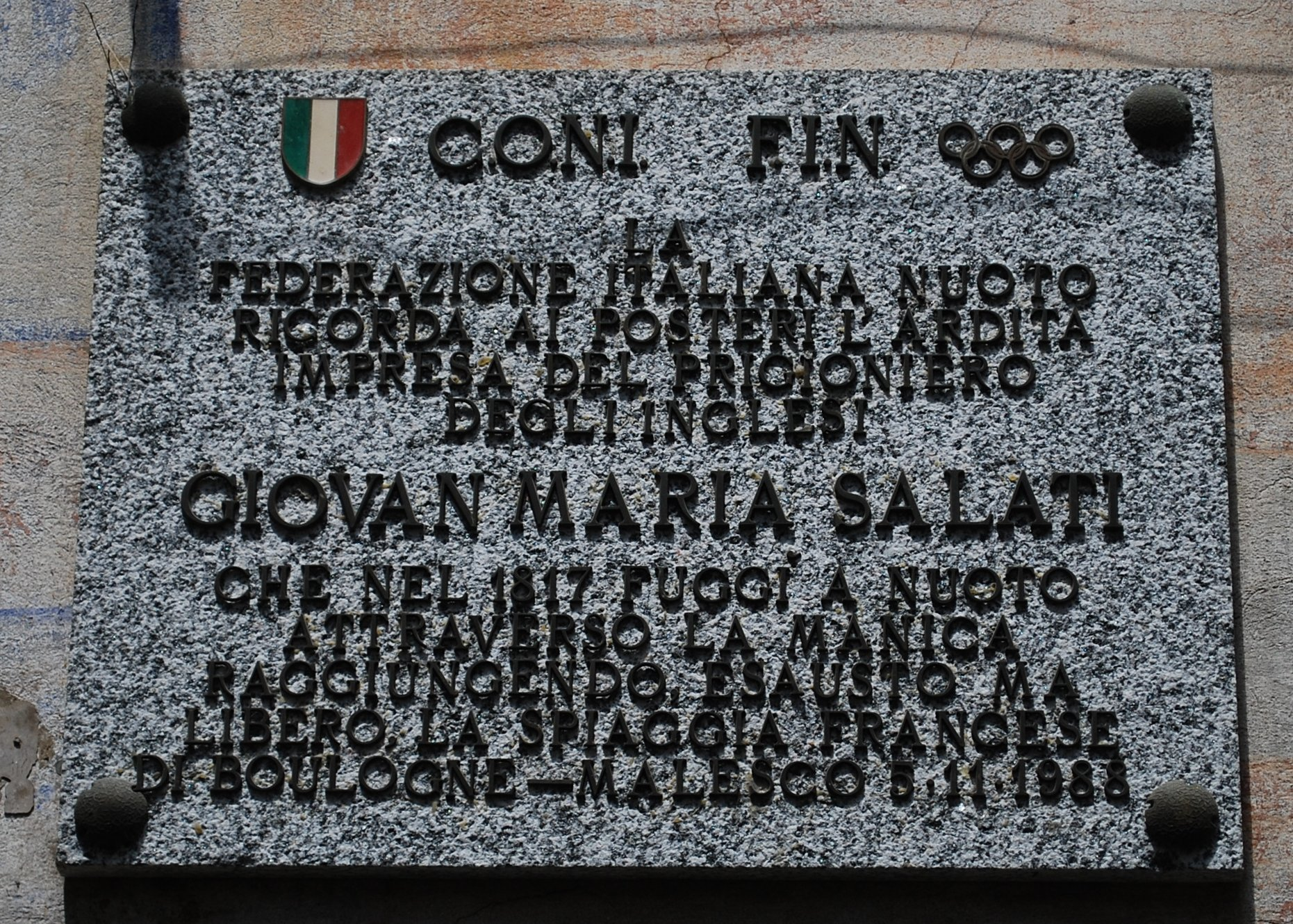
Targa del CONI sulla casa natale di Giovan Maria Salati

Giovan Maria Salati (o Jean-Marie Saletti nella versione francese) figlio di Domenico Salati e Anna Maria Polino, nasce a Malesco in Val Vigezzo, nel quartiere Eria, il 26 marzo 1796.
Nel 1802 Napoleone, imperatore d'Italia, introduce la coscrizione obbligatoria. Molti giovani di Malesco disertano per non finire “carne da macello al servizio dell’ambizione di Napoleone” ma non Giovan Maria, che decide di arruolarsi nell'esercito napoleonico, insieme a un suo amico, Pietro Guglielmini. A 16 anni è arruolato nell’Armata Italiana.
Giovan Maria Salati risulta che sia stato imbarcato come marinaio per un certo periodo sulla fregata più importante della marina francese, la Belle Poule (la "Bella Gallina").
Partecipa come fuciliere marittimo della guardia imperiale alla battaglia di Waterloo. Dopo 4 giorni dalla fine della battaglia alcuni soldati inglesi trovano Giovan Maria gravemente ferito e lo trasportano al loro ospedale da campo.
Dopo alcuni mesi di convalescenza, nel 1815 viene trasferito su una prigione galleggiante chiamata hulks o "pontone" a Dover.
Il 16 agosto del 1817, una sera tempestosa, decide di attuare il suo piano di fuga: si spalma il corpo di sego e si getta in mare da un portello di murata. I tuoni, la burrasca, lo scricchiolio del legno del pontone riescono a fare passare inosservata alle sentinelle la sua fuga. Verrà recuperato il giorno dopo, stremato dalla fatica, da alcuni pescatori francesi.
Conquisterà la libertà ed un primato assoluto, quello d'essere stato il primo uomo al mondo ad aver attraversato la Manica a nuoto. Giovan Maria Salati, considerato dalla Federazione Italiana Nuoto come l'iniziatore della disciplina del fondo, non era uomo di mare: a districarsi nell'acqua aveva imparato da autodidatta nei gelidi torrenti alpini che attraversano il suo paese, Malesco, in Valle Vigezzo, dove fino all'arruolamento nell'armata italiana, nel 1812, aveva condotto la semplice vita dell'alpigiano.
Si stabilì poi in Francia dove visse per il resto della sua vita. Morì nel 1879.